# Methimelkunda, Bhalki
Methimelkunda là một làng thuộc tehsil Bhalki, huyện Bidar, bang Karnataka, Ấn Độ.